# Science no yūrei
Science no yūrei (jap. サイエンスの幽霊 Saiensu no yūrei; ang. The Ghost in Science) – drugi solowy album studyjny Susumu Hirasawy, wydany w Japonii 25 maja 1990 roku przez Polydor Records.
Album został wydany ponownie dwukrotnie przez Universal Music Japan: 24 września 2014 roku (SHM-CD) oraz 2 grudnia 2020 roku na 180-gramowej płycie winylowej.

## Lista utworów
Wszystkie utwory zostały napisane, skomponowane i zaaranżowane przez Susumu Hirasawę, z wyjątkiem „Fish Song”, napisanym wspólnie z Akirą „Kamio” Arishimą.
| CD | CD                                                                         | CD      |
| Nr | Tytuł utworu                                                               | Długość |
| -- | -------------------------------------------------------------------------- | ------- |
| 1. | „Sekai Turbine” (jap. 世界タービン, ang. World Turbine)                    | 4:03    |
| 2. | „Rocket” (jap. ロケット)                                                   | 3:31    |
| 3. | „Fish Song” (jap. フィッシュ・ソング)                                      | 6:06    |
| 4. | „Cowboy to Indian” (jap. カウボーイとインディアン, ang. Cowboy and Indian) | 2:50    |
| 5. | „QUIT”                                                                     | 6:50    |
| 6. | „Amor Buffer” (jap. アモール・バッファー)                                  | 1:29    |
| 7. | „Yumemiru kikai” (jap. 夢みる機械, ang. Dreaming Machine)                  | 3:24    |
| 8. | „Techno no musume” (jap. テクノの娘, ang. Techno Girl)                     | 3:47    |
| 9. | „FGG”                                                                      | 2:22    |
|    |                                                                            | 34:22   |